# Brachyrhaphis holdridgei
Brachyrhaphis holdridgei är en fiskart som beskrevs av Bussing, 1967. Brachyrhaphis holdridgei ingår i släktet Brachyrhaphis och familjen Poeciliidae. Inga underarter finns listade.